# طاقة نور (مسلسل)
طاقة نور هو مسلسل من إخراج رؤوف عبد العزيز.

## قصة المسلسل
شخصية «ليل عبد السلام» قاتل مأجور محترف يعمل لصالح كبار رجال الأعمال، يتعرض للكثير من الحكايات والمشاكل من بينها مشكلة زوجته التي تكره حياتها معه بسبب انشغاله عنها بسبب عمله وخلال أحداث المسلسل تتورط معه بمشاكله الكثيرة في حياته، ويتحول بعدها إلى شخص مختلف مع الظروف، ويسرد المسلسل مروره بالعديد من المحطات في حياته، وفي كل محطة يلتقى أناسا جدد.

## فريق العمل

### بطولة
| - هاني سلامة: ليل عبد السلام - حنان مطاوع: ليلي - إيهاب فهمي: اشرف - أشرف عبد الغفور: إبراهيم - جيهان خليل: ناريمان عبد السلام - هيدي كرم: نبيلة طنطاوي - عايدة رياض: كاميليا - نضال نجم: الرائد سيف الصوابي - أشرف مصيلحي: حمادة التيتي - صفاء جلال: وفاء زوجة أشرف - عبير منير: نادية والدة إنجي - محمد عبد الجواد: مختار والد إنجي - نورين كريم: حسيبة - هند عبد الحليم: نانسي - محمد ناصر | - محمد الدقاق: روقة أبو نص لسان - محمود فارس: خيري رستم - أحمد إمام - مصطفى سلامة: رامي طليق ناريمان - مها صبري: سامية - فلك نور - هاجر عفيفي - باهر النويهي: باهر نصار - أماني كمال: دينا - يسرا وجيه - تيام قمر: خلف ضيف الحلقات - عمر شريف - بيرلا: فريدة طفلة - حمزة العيلي: عبد الحميد السكري ضيف شرف - أحمد حلاوة: دانيال ضيف شرف | - محمد أبو الوفا: حسين السكري ضيف شرف - جميل برسوم: مكرم والد ملاك ضيف شرف - محمد متولي: عبد الجليل ضيف شرف - تهاني راشد: زوجة دانيال ضيفة شرف - حنان يوسف: والدة باهر نصار ضيفة شرف - طارق النهري: الخشن والد الدكتورة منة ضيف شرف - ماهر سليم: جمال والد نانسي ضيف شرف - أشرف طلبة: والد خلف ضيف شرف - خالد صلاح: ضيف شرف - محمد فاروق شيبا: صهيوني ضيف شرف - محمد محمود عبد العزيز: ناجي الخشن ضيف شرف - صلاح عبد الله: عبد البديع ضيف الحلقات - ميس حمدان: إنجي - وليد فواز: شعبان |

بالاشتراك مع - منى ممدوح: بوجي - محمد غنيم: فؤاد ضيف شرف - عاصم بجاتو - ريهام عيسى - أيمن الرفاعي - محمد رضوان: رزق - أحمد فهيم: النمرود - نوال سمير: أم فتحي بائعة الخضار في الحارة - محمد الغريب - هاني مظلوم - سميحة عبد الهادي - محمد قاسم: قاسم - راندا إبراهيم - إبراهيم ظريف - شيماء الصياد - وائل صالح - حمادة صميدة - سمير حكيم: والد نيفين - شادي حسام - أسامة حسن - محمد عزب - محمد الجوهري - نورا نور - هاني فياض - إبراهيم رضوان - سماح غالي - محمد دياب - إنجي عبد المنعم - نهى فؤاد - محمد عبد الله - محمد الشهاوي - محمود عزت - مايسة الرباط - إبراهيم عمران - بدوي - مدحت سيد خليل - عزة السيد - عبد الرؤوف الجندي - نهاد أبو العينين - سراج الدالي - شريف الصعيدي - حازم فؤاد - سعاد الهواري - أحمد صلاح - هيثم - أحمد سند - فخر الدين مراد - شريف رضوان - كريم ريكو - أحمد نصير - تامر عناني - عادل عبد الله - رامي عشوب - علي سيف - أحمد صادق - أحمد المصري - سامر المنياوي - ماجد رفلة - هشام وجيه - أحمد النبراوي - عيد مسعد - أمير عزوز - حمدي العربي - حسني البصيري - منصور فريد - فرج محمود - عدوية - محمود رمضان - باهر عثمان - محمد هشام - فوزي محمد - كرم السيد - ممدوح ياسين - سعيد الجزار - سارة الأمير - دعاء محمد - كريم عيد - إسلام السيد - طارق والي: المأمور - أحمد ظريف - بيتر - زينة محمد - خلود محمد - صلاح حمدي - نسرين وحيد - إسراء مطر - سيف هانو - أحمد كامل - الشيخ عبد الحكيم - نيرمين كامل - محمود إمام - عمر مجدي - كاريمان الشافعي - هناء سعيد - هديل البدري - صابر إمبابي - عمرو صحصاح - خالد مجدي
الأطفال:
أدهم عبد الله - مهند هاني - مروان هاني - ياسين ممدوح - منة عصام

### إداريون
| - حسان دهشان:مؤلف - رؤوف عبد العزيز:مخرج - كريم مدحت:مخرج منفذ - أحمد وفيق:مخرج مساعد - رؤوف عبد العزيز:مدير التصوير - عمرو عاكف:مونتير | - إسلام عاكف:مونتير مساعد - علي السعيد:تصميم شريط الصوت والمكساج - عمرو علوش:مؤثرات صوتية - سينرجي للإنتاج الفني:منتج - تامر مرسي:منتج - علي فايز:منتج فني | - إسلام الدخاخني:منتج فني - هاني كشكوش:مشرف على الإنتاج - سينرجي للإنتاج الفني:موزع - ملك ذو الفقار:تصميم الأزياء - كارول أبو خالد:ستايلست هاني سلامة - أحمد رشدي:م/مصمم ملابس | - أحمد الخواجة:ماكيير - هيثم دهب:كوافير - فواز محمود:ماكيير هاني سلامة - مصطفى الجزار:كلمات التتر - عمرو إسماعيل:الموسيقى التصويرية وألحان التتر - على الهلباوي:غناء | - اسلام حسن:إشراف فني وديكور - جمال عجمي:منسق المناظر - هاني عجمي:منسق المناظر - حسام شوقي:إشراف عام |